# Albert Gossiaux
 (septembre 2018).
Si vous disposez d'ouvrages ou d'articles de référence ou si vous connaissez des sites web de qualité traitant du thème abordé ici, merci de compléter l'article en donnant les références utiles à sa vérifiabilité et en les liant à la section « Notes et références ».
Pour les articles homonymes, voir Gossiaux.
Albert Gossiaux, né le 26 août 1899 à Dampremy et mort le 10 avril 1977  à Charleroi, est un musicien belge.

## Biographie
Fils de musicien, son père, Victor, professeur au Conservatoire de Charleroi (contrebasse et violon) lui donne ses premières leçons à l’académie de Charleroi. Conseillé par Adolphe Biarent qui lui fait faire ses premiers pas dans la composition musicale, il entre à 14 ans au conservatoire royal de Bruxelles. Premier prix de solfège supérieur en 1916, premier prix d'histoire de la musique et de culture générale avec distinction en 1922, premier prix harmonie théorique (1918) et pratique, premier prix de contrepoint (1921) et premier prix d'orgue (1925), il est diplômé avec distinction par le gouvernement pour enseigner la musique dans les écoles moyennes et athénées royaux (1935).

## Carrière
Il se dirige vers l’enseignement musical mais, à regret, le cours d’orgue n’existant pas dans les académies du bassin de Charleroi. Durant plus de 40 ans, il est chargé des cours de solfège, pianos aux académies de Couillet, Courcelles, et Jumet et d’harmonie au Conservatoire de Charleroi ainsi qu'à l’académie de Marchienne-au-Pont.
De 1923 à 1926, il est professeur de piano et de solfège de l’école de musique de Tamines. Membre de la SACEM dès 1924, il devient professeur de piano à l’école de musique communale de Jumet (1925), d’harmonie au Conservatoire de musique de Charleroi (1926), de solfège et d’harmonie à l’académie régionale de Courcelles (1926), de piano à l’école de musique de Couillet (1927) et à l'académie de musique de Marchienne-au-Pont (1944).
Dès le début de sa carrière, lors de nombreux récitals et concerts, il accompagne au piano des artistes comme Georges Béthume, Claire Hans, Robert Bourton, Lucien  Van Obergh ou Constant Ansiaux.
Il participe également aux messes festives, par exemple, de Saint-Eloi auxquelles il participe à l’orgue de l’église de Monceau-sur-Sambre, à l’initiative de la direction des A.M.S. (Aciéries métallurgiques  de la Sambre) ainsi que les soirées musicales organisées par certains comités, entre autres celui de la ligue des Amis des écoles officielles de Marcinelle-Villette (Fancy-fair). Durant de nombreuses années, il accompagne des vedettes de l’époque : Henry Duray, Thérèse Baudy, André Lahaye, Fernand Lemaire, Jacqueline Robert, Robert Mathieu, Hélène Cartry, François Bara, Jacques Tayles (père) etc.
Durant ses loisirs, il se consacre à la composition et maintes harmonies et fanfares ont interprété et interprètent encore ses œuvres. Lors de l’inauguration des classes de neige de Marcinelle en montagne sous le majorat de Lucien Harmegnies, sont créées la Marche des classes de neige et l’hymne de Marcinelle-en-montagne avec la participation des chœurs d’enfants des écoles et de l’orchestre symphonique Pro Arte, à l’hôtel de ville de Marcinelle. Choral majestueux et Choral élégiaque ont été inscrits au répertoire du grand orchestre d’harmonie de la Musique des Guides et interprétés maintes fois à Bruxelles, à Charleroi, et dans d’autres cités sous la direction des chefs de musique Ducène et Nozy.

## Œuvres
- Andante et allegro (violon, cello et piano)
- Ardeur juvénile no 1, 2, 3 (piano)
- La carolorégienne (piano)
- Chinette (Fox-trot)
- Choral élégiaque (orgue)
- Choral majestueux (piano)
- Choral enfantin no 1 (piano)
- Conte enfantin no 2 en ut (piano)
- Corinette (piano)
- La courcelloise (piano)
- Divertimento (violoncelle et piano ou basson)
- Douce étreinte (valse lente pour piano)
- Espagnolasi (Fox-trot)
- Ethiopia (Fox-trot)
- Fable musicale no 1-2-3 (piano à 4 mains)
- Fable musicale no 2 - n° 3 (piano)
- Fanfare inaugurale (4 trompettes - 2 cors, 2 trombones - 1 tuba)
- Fantaisie (4 trompettes et piano (batterie, ad lib))
- Fantaisie champêtre (chœurs mixtes)
- Flic et floc (trompette)
- La gauloise (piano)
- Hymne de Marcinelle en mi (piano)
- I love the rain (Fox-trot)
- Impromptu caractériel (contrebasse, violoncelle ou basson et piano)
- Improvisation fuguée (clarinette, basson, cello)
- Introduction polonaise et final (violon et piano)
- La java des carolos (piano)
- Le chant des bonnes de Renaix (piano)
- L'étang (piano)
- Little girl (gavotte pour piano)
- Marche de la lanterne (piano)
- Marche des classes de neige (piano)
- Marche des étudiants (piano)
- Marche majestueuse (orchestre)
- Marche nationale no 1 (orchestre)
- Menuet galant (piano à 4 mains)
- Menuet mignon (piano)
- Menuet printanier (piano)
- La mentonnaise (Barcarole, piano)
- Mic & mac (2 trompettes et piano (manuscrit))
- Les montagnards (chant)
- Nature printanière (Chant et piano)
- Nicolette (chant - mélodie (J. Sottiaux))
- Nostalgie (Fox-trot)
- Oh! douce vision ! (Chant (G. Damvan))
- L'optimiste (one-step)
- Ouverture héroïque (orchestre)
- Parade juvénile (4 trompettes (manuscrit))
- Le pavillon (piano)
- Peter pan (petite fantaisie pour piano)
- Petit caprice (trompette et piano)
- Petite pièce (piano à 6 mains)
- Petite pièce (violon, flûte ou hautbois)
- Les petits rats (piano (gavotte))
- Pièce classique (4 trompettes)
- Pièce no 7 en fa (piano)
- Pièces no 1, 2, 3 (4 clarinettes alto)
- Pièces no 1, 2, 3, 4 (4 saxophones)
- Prélude choral et allegro (contrebasse ou violoncelle ou basson et piano)
- Prélude choral et fuguette (3 clarinettes et basson)
- Prélude et allegro (violon et piano)
- Promenade villageoise (piano)
- Scherzo valse (piano)
- Sous la lune (valse)
- Souvenirs d'automne (clarinette, flûte, violon, hautbois)
- Suite de fanfare (4 trompettes et timbales (ad lib))
- Suite fantasque (4 trompettes)
- Suite variée (piano)
- Tarentelle variée (piano à 4 mains)
- Trio en sol majeur (violon ou clarinette sib, violoncelle et piano)
- Trio en sol majeur (violon, cello et piano)
- Triumph (piano)
- Valse nocturne (piano à 4 mains)
- Vas-y ! valza (piano ou accordéon)
- Les viyes momans (Chant)
- Vocalise pour soprano (ou hautbois, violoncelle et piano)